# ماريو ميهاي
ماريو ميهاي (بالرومانية: Mario Mihai)‏ (16 فبراير 1999 ببوخارست في رومانيا - ) هو لاعب كرة قدم روماني في مركز الوسط. لعب مع نادي ستيوا بوخارست وLPS HD Clinceni ‏ ونادي ستيوا بوخارست الثاني ‏.

## روابط خارجية
- ماريو ميهاي على موقع قاعدة بيانات كرة القدم.إي يو (الإنجليزية)
- ماريو ميهاي على موقع Soccerway.com (الإنجليزية)
- ماريو ميهاي على موقع AS.com (الإسبانية)